# Museu do Tesouro de São Pedro
O Museu do Tesouro (em italiano:  Museo Storico del Tesoro della Basilica di San Pietro) da Basílica de São Pedro fica adjacente à sacristia. 
Nele se mostram objetos notáveis, como o sarcófago esculpido em um só bloco de mármore, que se conhece como Sarcófago de Júnio Basso, do século IV, em mármore de Carrara, que mede 124 x 234cm. Júnio Basso teria morrido em 359 aos 42 anos como neófito, ou seja, recém convertido. O sarcófago é uma das peças mais importantes da Arqueologia cristã, por sua alta qualidade escultórica e por sua iconografia intrigante, pois está decorado com cenas do Novo e do Antigo Testamento.
Outra peça notável é o Túmulo de Sixto IV, dos primeiros trabalhos do escultor florentino Antonio Pollaiuolo, em bronze, medindo 302 x 166cm. Sixto IV foi papa de 1471 a 1484 e o escultor o representou deitado, de modo realístico, com vestes pontificais e uma inscrição a seus pés que evoca seus feitos, pois a Capela Sistina foi assim batizada em sua homenagem e o papa teve papel preponderante na renovação urbana de Roma. O relevo dos lados do papa mostra a personificação de suas virtudes, à direita Esperança, Temperança e Justiça e à esquerda, Fé, Coragem, Sabedoria. Dez painéis laterais côncavos representam as artes liberais.